# 1565

## Události
- Angola se stává samostatným státem po odtržení od Konga
- z Chile do Španělska se dostaly brambory a zahájily tak svou pouť po Evropě
- Filip II. posílá nemocnému papeži Piovi IV. bramborové hlízy a vše nasvědčuje tomu, že byly použity jako lék.
- 18. květen – 11. září – velké obležení Malty osmanskými vojsky, skončilo porážkou a útěkem Osmanů

### Probíhající události
- 1558–1583 – Livonská válka
- 1562–1598 – Hugenotské války
- 1563–1570 – Severská sedmiletá válka

## Narození
Česko
- ? – Bohuslav z Michalovic, člen direktoria českých stavů v době stavovského povstání († 21. června 1621)
- ? – Diviš Černín z Chudenic, jediný katolík mezi popravenými za stavovského povstání († 21. června 1621)
- ? – Linhart Colona z Felsu, český šlechtic a vojevůdce († 13. dubna 1620)
- ? – Ješaja Horowitz, židovský rabín a učenec († 24. března 1630)
- ? – Kateřina z Ludanic, poslední manželka Petra Voka z Rožmberka († 22. června 1601)

Svět
- 30. listopadu – Svatý Pierre Fourier, francouzský teolog († 9. prosince 1640)
- ? – Camillo Mariani, italský barokní sochař († 1611)
- ? – Heřman Kryštof Russworm, generál císařských vojsk Rudolfa II. († 29. listopadu 1605)
- ? – Ivan Bolotnikov, ruský vůdce povstání († 18. října 1608)

## Úmrtí
Česko
- 26. července – Oldřich Prefát z Vlkanova, český spisovatel, matematik, astronom a cestovatel (* 12. květen 1523)
- 12. prosince – Jáchym z Hradce, nejvyšší kancléř Království českého, rytíř Zlatého rouna (* 14. července 1526)

Svět
- 23. června – Turgut Reis, osmanský pirát, korzár a admirál (* 1485)
- 28. června – Semiz Ali Paša, osmanský státník a velkovezír (* ?)
- 5. října – Lodovico Ferrari, italský matematik (* 2. února 1522)
- 7. října – Johannes Mathesius, kněz, kronikář, matrikář (* 24. června 1504)
- 9. prosince – Pius IV. papež (* 31. března 1499)
- 13. prosince – Konrad Gessner, švýcarský přírodovědec a bibliograf (* 26. března 1516)
- ? – Cipriano de Rore, vlámský hudební skladatel (* 1515)

## Hlavy států
- České království – Maxmilián II.
- Svatá říše římská – Maxmilián II.
- Papež – Pius IV.
- Anglické království – Alžběta I.
- Francouzské království – Karel IX.
- Polské království – Zikmund II. August
- Uherské království – Maxmilián II.
- Osmanská říše – Sulejman I.
- Perská říše – Tahmásp I.